# Kasper Krüger
Kasper Krüger er adm. direktør for det nu lukkede Sky Radio i Danmark, der er en del af News Corporation. Hans tilbageværende opgave er at føre sag mod den danske stat for at sikre økonomisk kompensation for Sky Radios påståede manglende dækning i Danmark. I 2008 begyndte Kasper Krüger at arbejde som konsulent, bl.a. for P2 på DR.
Kasper Krüger ejer i dag rettighederne til brug af navnet Uptown i forbindelse med medievirksomhed i Danmark og EU.[kilde mangler] 15. november 2010 havde musikvideokanalen Uptown TV premiere, med en sendeflade, der udelukkende består af musikvideoer med danske kunstnere. 
Kasper Krüger er født og opvokset i Farum, nord for København, er uddannet cand.polit. og har arbejdet som radiovært på bl.a. Radio Uptown. Derudover har Kasper Krüger været opstillet for Venstre til fire folketingsvalg fra 1998-2007, og var i 2010 kortvarigt indkaldt som stedfortræder for Forsvarsminister Gitte Lillelund Bech. Kasper Krüger var opstillet, som borgmesterkandidat, ved kommunalvalget i november 2009 i Furesø Kommune og blev valgt som 2. viceborgmester.
Kasper Krüger har fire børn.